# Send In the Boys
Send In the Boys is de debuutsingle van de Britse band Milburn. Het nummer is opgenomen op het album Well Well Well en heeft een dreigende ondertoon ('He had her down in the cellar / With a knife pointing at her throat' zijn de eerste twee regels). De single behaalde een 22ste plaats in de UK Singles Chart Top 40.

## Nummers
- Cd

1. "Send In the Boys" (2:45)
2. "17" (2:58)
3. "Civic" (2:04)

- 7 inchplaat kant 1

1. Send In the Boys
2. 17

- 7 inchplaat kant 2

1. Send In the Boys
2. Cheshire Cat Smile (Cool Catz Rendition)